# Biriouliovo Zapadnoïe
Biriouliovo Zapadnoïe (Муниципальный округ Бирюлёво Западное, « Biriouliovo ouest ») est un district administratif du district administratif sud de Moscou.
Le district, et celui adjacent de Biriouliovo Vostochnoïe (« Biriouliovo est ») était occupée en 1900 par le village de Biriouliovo, intégré à la municipalité de Moscou en 1960.
Le développement urbain moderne avec des copropriétés qui remplacent les bâtiments d'origine, a commencé en 1971, les nouveaux appartements étant destinés aux travailleurs des usines du secteur.

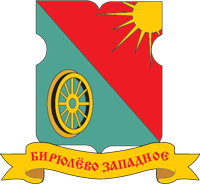
Armes du district
Drapeau du district